# Jenő Jandó
Dans le nom hongrois Jandó Jenő, le nom de famille précède le prénom, mais cet article utilise l’ordre habituel en français Jenő Jandó, où le prénom précède le nom.
Jenő Jandó, né le 1er février 1952 à Pécs et mort le 4 juillet 2023 à Budapest, est un pianiste hongrois, connu pour ses enregistrements du répertoire de musique classique.

## Biographie
Jenő Jandó est né à Pécs le 1er février 1952. Il étudie à l'université de musique Franz-Liszt à Budapest. Dans les années 1970, il obtient de nombreux prix internationaux de piano. 
Jandó est connu pour ses interprétations d'œuvres de Bach, Beethoven, Liszt, Schumann, Schubert, Brahms, Haydn, Bartók, Chopin, Kodály.
Il a enregistré de la musique de chambre avec la violoniste Takako Nishizaki (en) et la violoncelliste Maria Kliegel.

## Enregistrements
Ses enregistrements notables incluent :
- Variations Goldberg de Johann Sebastian Bach
- Douze études d'exécution transcendante de Franz Liszt
- Années de pèlerinage de Franz Liszt (Naxos, 1992)
- Sonate pour violoncelle et piano (Kodály) avec Maria Kliegel
- Concerto pour piano nº 2 de Rachmaninov avec l'orchestre symphonique de Budapest dirigé par György Lehel
- Concerto pour piano d'Antonín Dvořák avec l'orchestre symphonique national de la radio polonaise dirigé par Antoni Wit
- Intégrale des sonates pour piano de Ludwig van Beethoven (Naxos)